# Penicillium italicum
Penicillium italicum Wehmer – gatunek grzybów z klasy Eurotiomycetes. Wraz z Penicillium digitatum wywołuje niebieską zgniliznę owoców cytrusowych, która powszechnie występuje w przechowalniach tych owoców, również w Polsce.

## Systematyka i nazewnictwo
Pozycja w klasyfikacji według Index Fungorum: Penicillium, Aspergillaceae, Eurotiales, Eurotiomycetidae, Eurotiomycetes, Pezizomycotina, Ascomycota, Fungi.
Po raz pierwszy wyizolowany został na Sycylii na pomarańczy gorzkiej (Citrus aurantium) w 1894 r.
Synonimy:
- Penicillium italicum var. album C.T. Wei 1940
- Penicillium italicum var. avellaneum Samson & Y. Gutter, in Samson, Stolk & Hadlock 1976[4].

## Charakterystyka

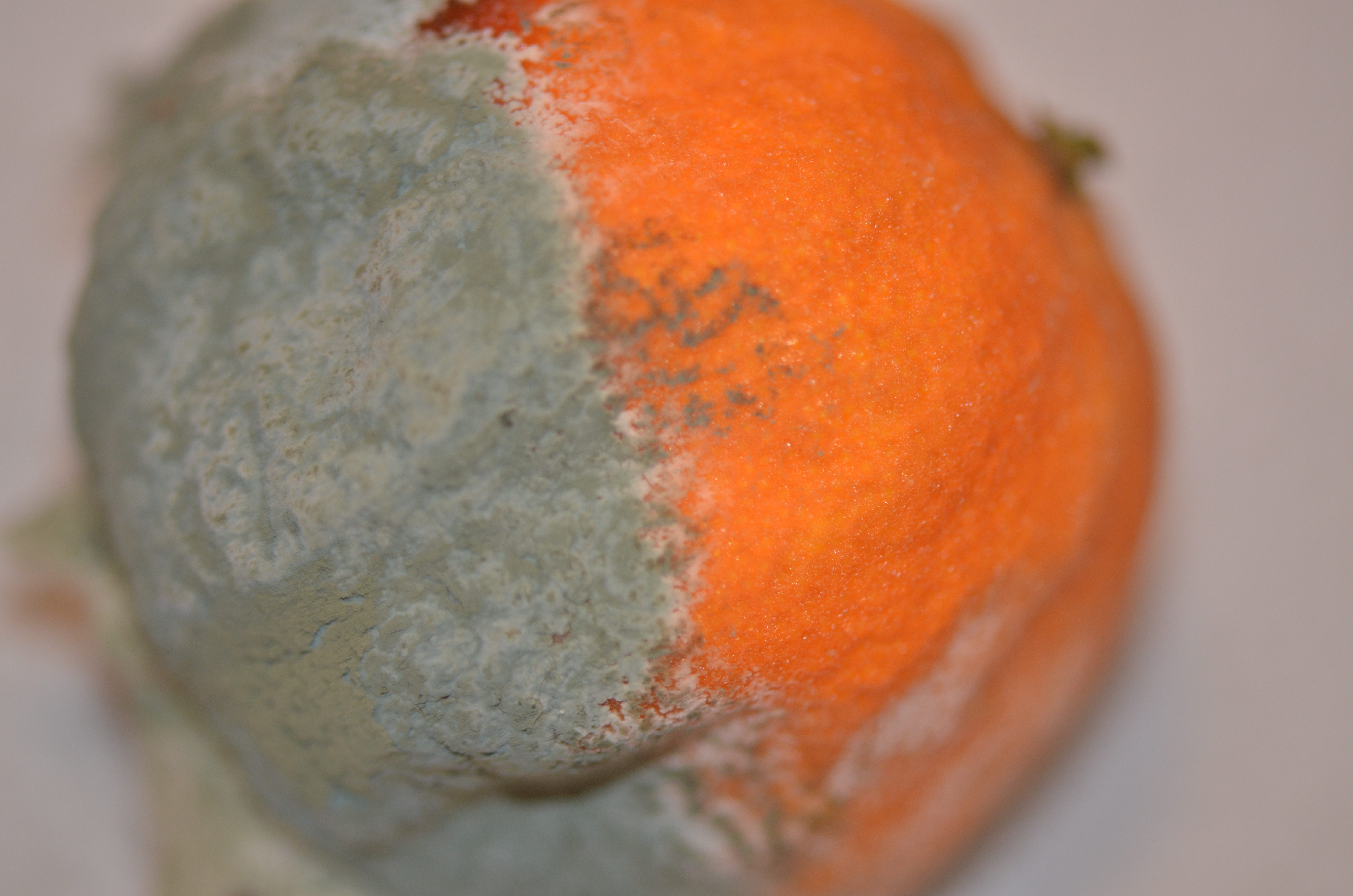
Pomarańcza porażona przez Penicillium italicum

W 25 °C kolonie  P. italicum na agarze Czapek rosną w ograniczonym stopniu, ale szybciej na podłożach MEA i PDA. Kolonie są płaskie, silnie zarodnikujące, o zabarwieniu niebieskim lub szaro-zielonym i często wydają się ziarniste z powodu obecności wiązek konidioforów i główek konidiów. Odwrotna strona jest bezbarwna lub szara do żółtobrązowej, ale na podłożach takich jak agar z ekstraktem drożdżowym Czapek Dox + (CYA) lub sacharoza z ekstraktem drożdżowym barwa może zmienić się w brązowawo-pomarańczową lub czerwonobrązową. Tekstura jest aksamitna do pofałdowanej, skorupiasta, z nieobecnymi lub bardzo ograniczonymi wydzielinami. Na podłożu CYA średnice kolonii po 7 dniach inkubacji w temperaturach 5, 15, 30 i 37 °C wynoszą odpowiednio 2–4, 17–34, 0–12 i 0 mm. Zapach jest wywoływany przez lotne metabolity, takie jak octan etylu, izopentanol, linalool, izobutanol, 1-okten, butanian etylu, 1-nonen, styren lub cytronelen. Konidia wytwarzane są na asymetrycznych metulach w postaci splątanych łańcuszków. Konidiofory wyrastają wprost z podłoża lub czasami z powierzchownych strzępek i są terwertykylowe, hialinowe, zwykle z odgałęzieniami. Pojedynczy człon konidioforu ma wymiary 100–250 × 3,5–5,0 μm, jest mniej lub bardziej cylindryczny, gładkościenny i powstaje na nim 3-6 fialid. Są one ą smukłe, cylindryczne z krótkimi, ale wyraźnymi szyjami. Konidia są gładkie, zielonkawe, początkowo cylindryczne, ale później często stają się eliptyczne lub prawie kuliste. Mają wielkość 4,0–5,0 × 2,5–3,5 μm. Na świeżych izolatach sporadycznie obserwowano powstawanie sklerocjów o wymiarach 200–500 μm i barwie od bezbarwnej do jasnobrązowej.